# Szinyér
Szinyér (szlovákul: Svinice) község Szlovákiában, a Kassai kerület Tőketerebesi járásában.

## Fekvése
Királyhelmectől 9 km-re, északnyugatra fekszik.

## Nevének eredete
A pápai tizedjegyzékben a Zyner, Zynyer nevet tüntetik fel. A következő századokban a leírt név némileg változik, de a kiejtés vélhetően változatlan maradt. A 18. század második felétől Szinyér. Ezt a nevet 1948-ig megőrizte a falu és a név csak ekkor esett áldozatául a szlovákosítási hullámnak. Az új szlovák nevet a sertés jelentésű szóból származtatták, ami teljesen önkényes, hiszen semmilyen hagyomány nem indokolja. Ha a szlovákosítók kicsit utánajárnak, akkor arra jönnek rá, hogy más módon is választhattak volna nevet. A Szinyér szó ugyanis keleti szláv eredetű és összefügghet a Tice valamely szürke vagy kék erével (szinyij, szinyoje).

## Története
Területén honfoglalás kori magyar temetőt tártak fel, ez a falu korai magyar betelepülését bizonyítja. Mivel azonban neve szláv eredetűnek tűnik, valószínűleg első lakosai még szlávok lehettek. Már 1311-ben feltűnik itt egy „Scynereg” név, mely 1319-ben „Sciner” alakban megismétlődik, ezek forrásai azonban még nem említik egyértelműen mint települést. A falut az 1332 és 1337 között felvett pápai tizedjegyzék „Zyner”, „Zynyer” alakban említi először. 1444-ben „Zwyner” néven szerepel korabeli forrásban. Helyi nemes családok birtoka volt. 1557-ben a Perényiek 4 portát bírtak a településen. 1712-ben a kuruc háborúk és a nagy pestisjárvány után 6 elhagyott és 2 lakott háza volt. 1773-ban már egyértelműen mai magyar nevén „Szinyér” alakban említik. 1787-ben 32 házában 250 lakos élt.
1796-ban Vályi András ezt írja róla: „SZINYÉR. Magyar falu Zemplén Várm. földes Urai több Uraságok, lakosai katolikusok, és reformátusok, fekszik Rádhoz nem meszsze; határja is ollyan, mint Rádé, réttye kevés, hanem némelly szükségeit tóldgya az Eszenkei pusztából.”
1828-ban 57 háza volt 433 lakossal, akik főként mezőgazdasággal foglalkoztak. A 19. században a Semsey és Liszy családok birtokolták. A falu később is megőrizte mezőgazdasági jellegét.
Fényes Elek 1851-ben kiadott geográfiai szótárában így ír a faluról: „Szinyér, magyar falu, Zemplén vmegyében, a Bodrogközben, 141 r., 77 gör. kath., 120 ref., 9 zsidó lak. Szántófölde 410 hold, s bő termékenységü. F. u. Sós, Tiszta s m. Ut. p. Ujhely.”
Borovszky Samu monográfiasorozatának Zemplén vármegyét tárgyaló része szerint: „Szinyér, magyar kisközség a Bodrogközön. 65 háza van, 335 lakossal, kiknek nagyobb része római katholikus. Postája Rad, távírója Királyhelmecz, vasúti állomása Perbenyik. A Szinyéri család ősi fészke és névadó községe. A hagyomány szerint várkastélya is volt, melynek azonban ma már nyoma sincsen. 1419-ben Cseke Györgyöt és Imreghi Andrást iktatják „Szynyr” birtokába. 1446-ban a Csebiek zálogos birtoka. 1458-ban Palóczi Lászlót s 1478-ban Czékei Jánost iktatják „Zinyir” némely részeibe, 1510-ben pedig Dobó Zsófiát, Eödönffi Pétert, Gerendi Lászlót, Bánffi Pétert és Czékei II. Jánost. Ez időben a Tárczaiak is birtokosai, kiket 1551-ben a Dobók követnek. 1598-ban Barkóczy László, Soós István és Kristóf, Vinnay Kristóf és Melith Pál, 1774-ben Tiszta János, Soós László és Szikszay Boldizsár a földesurai. Később kizárólag a Soósoké. Most Liszy Ede örököseinek és Fröhlich Ágostonnak van itt nagyobb birtokuk. Nevénél fogva említésre méltó a Törökliget dűlő.”
1920-ig Zemplén vármegye Bodrogközi járásához tartozott, ezután az új csehszlovák állam része lett. 1938 és 1944 között újra Magyarországhoz tartozott.

## Népessége
| Év:            | 1994. | 2004.   | 2014.   | 2024.   |
| -------------- | ----- | ------- | ------- | ------- |
| Emberek száma: | 248   | 245     | 230     | 219     |
| Eltérés:       |       | -1,20 % | -6,12 % | -4,78 % |

| Év:            | 2023. | 2024.   |
| -------------- | ----- | ------- |
| Emberek száma: | 213   | 219     |
| Eltérés:       |       | +2,81 % |

1910-ben 344-en, túlnyomórészt magyarok lakták.
2001-ben 237 lakosából 221 magyar és 19 cigány.
2011-ben 234 lakosából 208 magyar és 21 szlovák.
2021-ben 216 lakosából 186 magyar (86,11%), 30 szlovák nemzetiségű.

## Neves személyek
- Itt hunyt el 1812-ben Szirmay Antal táblai ülnök, Zemplén vármegye követe, földrajzi író, helytörténész, levéltáros, politikai író.

## Nevezetességei
- Református temploma 1993-ban épült.
- Római katolikus temploma a 20. század második felében készült.